# Yorčka provincija
Yorčka provincija ili manje formalno Sjeverna provincija, jedna je od dviju crkvenih provincija koje čine Englesku crkvu, a sastoji se od 12 biskupija koje pokrivaju sjevernu trećinu Engleske i Otok Man.
 Druga provincija je Canterburyjska provincija i sastoji se od 30 biskupija.

York je uzdignut u nadbiskupiju 735. godine, a Ecgbert (umro u studenom 766.) je bio prvi nadbiskup.
 Svojedobno su nadbiskupi Yorka bili skloni tvrdnji da imaju metropolitsku vlast nad Škotskom, ali te tvrdnje nikada nisu realizirane i kao pojam su nestale osnutkom škotske nadbiskupije St. Andrews. Iako je proglašena nadbiskupijom tek 1472. godine, St. Andrews je bio prepoznata kao glavno sjedište Škotske crkve
 barem od 11. stoljeća.
Metropolitski biskup provincije je nadbiskup Yorka i mlađi je po službi od dva nadbiskupa Engleske crkve. 
Katedrala i metropolitska crkva Svetog Petra u Yorku, inače poznata kao York Minster služi kao matična crkva Yorške provincije.

## Promjene granica od sredine 19. stoljeća
1836. godine formirana je biskupija Ripon (od 1999. do 2014. Biskupija Ripon i Leeds), a potom slijede daljnja osnivanja biskupija: 
- Manchesterska[8] 1847., nakon donošenja Zakona o biskupiji u Manchesteru 1847., (Bishopric of Manchester Act 1847),[9]
- Liverpoolska[10] nastala 9. travnja 1880. godine iz dijela Chesterske biskupije,[11]
- Newcastlska[12] nastala 23. svibnja 1882. godine i bila je jedna od četiri biskupije stvorene Zakonom o biskupijama 1878.[13] (Bishoprics Act 1878) za industrijska područja s brzo rastućim stanovništvom,
- Wakefieldska[14] od 1888. kada je nastala od negdašnje Riponske biskupije[7] kao odgovor na brzo širenje stanovništva zbog Industrijske revolucije do 20. travnja 2014. kada je raspuštena stvaranjem nove biskupije Leeds,[15]
- Sheffieldska[16] stvorena pod upravom kralja Đure V. 23. siječnja 1914. podjelom Jorške biskupije,[17]
- Bradfordska[18] osnovana 25. studenoga 1919. godine iz dijela biskupije Ripon[7] a raspuštena je stvaranjem biskupije Leeds[15] 20. travnja 2014. i
- Blackburnska[19] stvorena 12. studenoga 1926. godine od dijela biskupije Manchester.[8]

### Biskupija Southwell
Biskupija Southwell (danas Biskupija Southwell i Nottingham) bila je poseban slučaj: današnji teritorij biskupije izvorno je bio "arhiđakonat Nottingham" u Yorškoj biskupiji, prije nego što je 1837. prebačen u biskupiju Lincoln. Pošto je Linkolnska biskupija u sastavu Canterburyjske provincije time je arhiđakonat promijenio ne samo biskupiju nego i crkvenu Provinciju. Dana 5. veljače 1884. prebačen je iz Lincolnske biskupije i ujedinjen s arhiđakonatom Derby pokrivajući, otprilike cijelu grofoviju Derbyshire. Arhiđakonat Derby je preuzet iz biskupije Lichfield, kako bi se formirala nova biskupija Southwell, koja je pokrivala Nottinghamshire i Derbyshire. Biskupija Derby
 postala je neovisna 7. srpnja 1927., a Southwell i Nottingham vraćeni su Yorškoj provinciji.
 
Do 2005. godine biskupija se nazivala jednostavno Southwellska biskupija, ali je u veljači dijecezanska sinoda zatražila promjenu imena, što je odobrila Generalna sinoda Engleske crkve u srpnju kao i Tajno vijeće 15. studenoga 2005. godine, tako da se od tada zove Biskupija Southwell i Nottingham.

## Galerija
- Katedrala York Minster
- Katedrala u Manchesteru
- Southwell Minster
- Katedrala u Chesteru
 Chester u grofoviji Cheshire
- Katedrala u Durhamu, Durham
 u grofoviji Durham
- Katedrala u Peelu,
 Peel na Otoku Man